# Saufatu Sopoanga
Saufatu Sopoanga (Nukufetau, 1952. február 22. – 2020. december 17.) Tuvalu miniszterelnöke és külügyminisztere, ezt megelőzően 2002. augusztus 2-áig pénzügyminisztere. Ekkor választották meg vezetővé. Tuvaluban a miniszterelnöki és a külügyminiszteri posztokat ugyanaz a személy tölti be.
Tuvalun nincsenek politikai pártok. Sopoangának a képviselők között voltak támogatói és ugyanakkor ellenzéke is. Ezek a csoportok nem voltak annyira kötöttek, mint Európában. A képviselők szabadon dönthettek, mikor mire szavaznak. Mivel nincsenek pártok, nincs pártfegyelem sem. 2004. augusztus 26-án, mikor egy képviselő Új-Zélandon volt, egy másik pedig átpártolt az ellenzékhez, bizalmatlansági szavazáson 8 : 6 arányban Sopoanga kormányát megbuktatták.A következő nap benyújtotta lemondását a parlamentnek. Körzetében, Nukufetaun 2004 októberében 420 : 361 arányban újraválasztották.
A következő, Maatia Toafa által vezetett kabinetben ő töltötte be a miniszterelnök-helyettesi, a közlekedési és hírközlési miniszteri, valamint az ipar- és energiaügyi miniszteri posztokat. A 2006 augusztusában tartott választásokon elvesztette képviselői helyét, és így nem lehetett tagja a kabinetnek sem.

## Fordítás
- Ez a szócikk részben vagy egészben  a   Saufatu Sopoanga című angol Wikipédia-szócikk ezen változatának fordításán alapul.  Az eredeti cikk szerkesztőit annak laptörténete sorolja fel. Ez a jelzés csupán a megfogalmazás eredetét és a szerzői jogokat jelzi, nem szolgál a cikkben szereplő információk forrásmegjelöléseként.